# Premios Muévete Verde
Los Premios Muévete Verde se otorgan desde el año 2007 por el Ayuntamiento de Madrid con el fin de identificar, difundir y reconocer las mejores iniciativas en el ámbito de la movilidad urbana sostenible con impacto en la ciudad de Madrid.

## Convocatoria de los premios
La convocatoria de los Premios Muévete Verde está abierta a todos aquellos que, en el ámbito de su actividad, aporten una buena práctica que beneficie directa o indirectamente a la movilidad en la capital. La convocatoria está dirigida a cualquier persona, organización, grupo de personas o entidades que opten al premio presentando su candidatura o siendo propuestos por un tercero.

## Categorías premiadas
Las categorías establecidas para estos premios son tres: descarbonización del transporte, transformación digital de la movilidad e investigación para la movilidad sostenible. Además en la edición XVI del año 2022 se concederá un premio: El premio EMT 75 que pretende reconocer una iniciativa o trayectoria, personal o institucional que avance en la movilidad sostenible en Madrid en los últimos 75 años.

## Historia y premiados
Los premios han sido otorgados ininterrumpidamente desde el año 2007. En la lista de premiados encontramos colectivos del mundo del transporte como la Asociación Gremial del Taxi y la Federación Profesional del Taxi de Madrid, centros educativos como el centro educativo Filósofo Séneca o el  IES Antonio Domínguez Ortiz , empresas como Vodafone, Remica, Urbaser , Ferrovial o Siemens y personas como Antonio Berzal Prieto y José Luís Rodríguez Mejías, por ser los pioneros en adscribir un vehículo eléctrico a sus licencias de autotaxi